# La Farlède
La Farlède – miejscowość i gmina we Francji, w regionie Prowansja-Alpy-Lazurowe Wybrzeże, w departamencie Var.
Według danych na rok 1990 gminę zamieszkiwało 6491 osób, a gęstość zaludnienia wynosiła 781 osób/km² (wśród 963 gmin regionu Prowansja-Alpy-W. Lazurowe La Farlède plasuje się na 104. miejscu pod względem liczby ludności, natomiast pod względem powierzchni na miejscu 740.).